# Thomas Menino

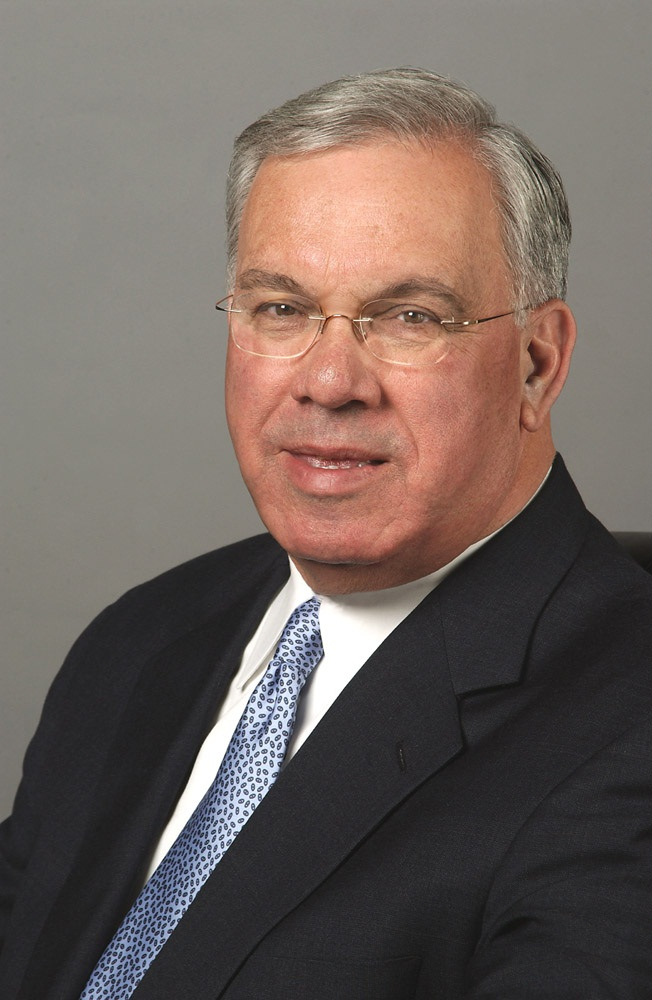
Thomas Menino (2004)

Thomas Michael Menino (* 27. Dezember 1942 in Boston, Massachusetts; † 30. Oktober 2014 ebenda) war ein US-amerikanischer Politiker der Demokratischen Partei und von 1993 bis 2014 Bürgermeister von Boston.

## Leben
Menino wurde im zum Bostoner Stadtteil Hyde Park gehörenden Ortsteil Readville geboren und besuchte das  Chamberlayne Junior College sowie die University of Massachusetts Boston.
Er war bereits neun Jahre im Stadtrat von Boston tätig, als Raymond Flynn sein Bürgermeisteramt aufgab, um Botschafter der Vereinigten Staaten im Vatikan zu werden. Da Menino zu der Zeit Vorsitzender des Stadtrates war, wurde er zu seinem kommissarischen Nachfolger ernannt. Bei den Bürgermeisterwahlen im November 1993 wurde Menino dann mit 64 % der Stimmen offiziell zum Bürgermeister von Boston gewählt. Bei den nächsten Wahlen 1997 hatte Menino keinen Gegenkandidaten, so dass er kampflos seine zweite Amtszeit antreten konnte. Bei den Wahlen 2001 schlug er seine Gegenkandidatin Peggy Davis-Mullen mit 76 % der Stimmen. Zu seiner vierten Amtszeit ab 2005 war er gegen Maura Hennigan mit 64 % der Stimmen der Sieger. 2009 wurde er zum fünften Mal gewählt. Bei den Hauptwahlen setzte er sich mit 57 % der Stimmen gegen seinen Gegenkandidaten Michael Flaherty durch. Bereits ein Jahr vor dem Ende seiner vierten Amtszeit und der erneuten Wiederwahl war er der Bürgermeister mit der längsten Amtszeit in der Geschichte Bostons. Nachdem er im März 2013 seinen Verzicht auf eine erneute Kandidatur erklärt hatte, wurde im November desselben Jahres Marty Walsh zu seinem Nachfolger gewählt.
Nach einer jahrzehntelangen Folge von Bürgermeistern irischer Abstammung war Menino der erste in Boston mit italienischer Herkunft. Menino starb am 30. Oktober 2014 in seiner Geburtsstadt im Alter von 71 Jahren an den Folgen einer Krebserkrankung.